# Доброц (Хунедоара)
Доброц (рум. Dobroț) насеље је у Румунији у округу Хунедоара у општини Томешти. Oпштина се налази на надморској висини од 330 m.

## Становништво
Према подацима из 2002. године у насељу је живело 155 становника, од којих су сви румунске националности.